# Centralni ometo jezici
Centralni ometo jezici, malena skupina afrazijskih jezika koji čine podskupinu od sedam ometo jezika i pripadaju široj sjevernoomotskoj skupini. Preko 2.500.000 govornika
Jezici koje obuhvaća govore se na području Etiopije, a predstavljaju je: dorze [doz], 20.800 (1994 popis); gamo-gofa-dawro [gmo] (podijeljen na tri jezika, gamo, gofa i dawro), 1.240.000 (1994 popis); melo [mfx], 20.200 (1994 popis); oyda [oyd], 16.600 (1994 popis); i wolaytta [wal], 1.230.000 (1994 popis).

## Vanjske poveznice
- Ethnologue (14th)
- Ethnologue (15th)